# Man Haron Monis
Man Haron Monis (Borujerd, 1964-Sídney, 16 de diciembre de 2014) fue un autodenominado clérigo musulmán de origen iraní, afincado en Australia, que en el momento de su muerte se había convertido de la fe chií a la suní y había prometido lealtad al califato autoproclamado por el Estado Islámico.
Haron nació en Irán, donde su interpretación liberal del islam provocó la detención de su esposa e hijos. Huyó de Irán a Australia en 1996, diciendo ser un refugiado, y cambió su nombre por el de Man Haron Monis, asumiendo también el título de Sheikh Haron (‘jeque Haron’).
El 16 de diciembre de 2014, Haron fue identificado en los reportes de los medios de comunicación como la persona responsable de la crisis de rehenes que tuvo lugar en un céntrico café de Sídney. Murió, junto con dos de los rehenes, tras la irrupción de la policía en el café.

## Campaña delHate Mail
Haron, junto con su amigo Amirah Droudis, emprendió una campaña de protesta por la presencia de tropas australianas en Afganistán, escribiendo cartas a las familias de los soldados muertos en batalla, en las que llamaba asesinos a los soldados e instaba a las familias de los fallecidos a pedir al gobierno australiano la retirada de las fuerzas armadas del país afgano. De acuerdo con el Alto Tribunal de Justicia de Heydon, las cartas tachan a los soldados fallecidos «de cerdos y animales sucios». Se llama al cuerpo del hijo “contaminado”. Se refiere a él como “el cuerpo de un sucio cerdo”. En él se describe a Adolf Hitler como no inferior en mérito moral a los muertos». Haron fue arrestado acusado de «utilizar el servicio postal para amenazar, acosar y causar ofensas».
El 10 de noviembre de 2009, Haron compareció ante el tribunal y afirmó a través de sus abogados ser un activista por la paz. Más tarde se encadenó a la corte en protesta por los cargos imputados. Haron fue posteriormente privado por los tribunales de prolongar su protesta para enviar cartas a las familias de soldados británicos.
En diciembre de 2011, Haron compareció ante el Tribunal de Apelación de lo Penal en Sídney, argumentando que las acusaciones contra él no eran válidas porque infringían su implícita libertad constitucional de comunicación política, pero un conjunto de tres jueces desestimaron su recurso.
Tras un nuevo recurso ante la Corte Suprema de Australia, un conjunto de seis magistrados se posicionaron 3 a 3 en el caso. A pesar de que el supremo tribunal normalmente cuenta con siete jueces, un puesto estaba vacante y aún sin cubrir en el momento del caso de Haron. Al no poder lograr una mayoría de votos a favor de Haron, el tribunal congeló el recurso.

## Caso de asesinato
El 15 de noviembre de 2013, Haron fue acusado por la policía de Nueva Gales del Sur del asesinato de Noleen Hayson Pal, a la que presuntamente apuñaló y prendió fuego en un apartamento de Werrington el 21 de abril de 2013. Su amigo Amirah Droudis fue formalmente acusado del asesinato de Hayson Pal. Noleen Hayson Pal era la exesposa de Haron.
El 12 de diciembre de 2013, Haron y Amirah quedaron en libertad bajo fianza, por decisión del tribunal local de Penrith. El magistrado Darryl Pearce dijo que hubo faltas significativas en el caso de la Corona contra la pareja. «Es un caso débil», dijo. El fiscal Brian Royce afirmó que en el caso de Monis la policía secreta iraní y el servicio secreto australiano (ASIO) estaban intentado incriminar a Haron de manera fantasiosa. El juez Pearce manifestó que todas las teorías necesitaban ser examinadas.
El 22 de enero de 2014, Haron aseguró al magistrado Joan Baptie que se representaba a sí mismo y se puso a hablar de documentos de la ASIO relacionados con el caso. Dijo al tribunal que fue acusado del asesinato de su exesposa porque la ASIO está conspirando contra él para encarcelarlo. El juez Baptie le expuso que no podía ordenar a la ASIO levantar el alto secreto de documentos en relación con su caso. Haron portó cadenas y un cartel diciendo que fue torturado en la cárcel a la salida del tribunal. Dijo que no era un caso criminal, sino político.

## Caso de violación
El 14 de marzo de 2014, Haron fue arrestado y acusado de agredir sexualmente a una joven que fue a su consultoría en Wentworthville, Nueva Gales del Sur, para una «sanación espiritual», después de ver un anuncio en un periódico local. Haron afirmó que era un experto en «astrología, numerología, meditación y nigromancia».